# NGC 608
NGC 608 est une galaxie spirale située dans la constellation du Triangle. NGC 608 a été découverte par l'astronome britannique John Herschel en 1827.

## Caractéristiques
Sa vitesse par rapport au fond diffus cosmologique est de 4 830 ± 43 km/s, ce qui correspond à une distance de Hubble de 71,2 ± 5,0 Mpc (∼232 millions d'al).
En raison d'une brillance de surface égale à 14,44 mag/am2, on peut qualifier NGC 608 de galaxie à faible brillance de surface (LSB en anglais pour low surface brightness). Les galaxies LSB sont des galaxies diffuses (D) avec une brillance de surface inférieure de moins d'une magnitude à celle du ciel nocturne ambiant.

## Groupe de NGC 507
NGC 608 fait partie du groupe de NGC 507. Ce vaste groupe comprend au  moins 42 galaxies dont 21 figurent au catalogue NGC et 5 au catalogue IC. Quatre membres de ce groupe sont aussi des galaxies de Markarian. La plus brillante de ces galaxies est NGC 507 et la plus grosse NGC 536.